# Salacia zenkeri
Salacia zenkeri är en benvedsväxtart som beskrevs av Ludwig Eduard Theodor Loesener. Salacia zenkeri ingår i släktet Salacia och familjen Celastraceae. Inga underarter finns listade.